# Ogcodes asiaticus
Ogcodes asiaticus är en tvåvingeart som beskrevs av Nartshuk 1975. Ogcodes asiaticus ingår i släktet Ogcodes och familjen kulflugor. Inga underarter finns listade i Catalogue of Life.